# Festival de cine de terror de Nueva York
El New York City Horror Film Festival es un festival internacional de cine con sede en la ciudad de Nueva York que proyecta películas del género de terror . Fue fundado por Michael J. Hein en 2001. Se lleva a cabo cada año en la ciudad de Nueva York durante una semana en noviembre.
El festival presenta los premios al mejor largometraje , cortometrajes, cinematografía , FX, actor y actriz, guion y elección del público. El festival también otorga premios de logros de por vida que reconocen las carreras de los cineastas de terror.

## Premio otorgado para logros
Desde 2002, el Festival de Cine de Terror de la Ciudad de Nueva York ha otorgado el Premio de Logro de toda la vida a un legendario cineasta de terror cada año. Recipients are as follows:
Los destinatarios son los siguientes:
- 2016 - Adrienne Barbeau
- 2015 - Sean S. Cunningham
- 2014 - Angus Scrimm
- 2013 - Lloyd Kaufman
- 2012 - Wes Craven
- 2010 - Robert Englund
- 2009 - William Lustig
- 2008 - Frank Henenlotter
- 2007 - Herschell Gordon Lewis
- 2006 - Mick Garris
- 2005 - Roger Corman
- 2004 - Tobe Hooper
- 2003 - Tom Savini
- 2002 - George A. Romero

## Invitados

### 2008
- Frank Henenlotter
- William Lustig
- Michael Gingold

### 2007
- Eli Roth
- Herschell Gordon Lewis
- William Lustig
- Michael Gingold
- Frank Zagarino
- Roy Fumkis

### 2006
- Tony Toddrecibió un premio especial por "Excellence In Acting" en películas de terror
- Mick Garris recibió el premio Lifetime Achievement Award
- Ken Foree
- Betsy Palmer
- Michael Gingold
- Joe Kane
- William Lustig
- Jack Ketchum

### 2005
- Roger Corman,  recibió el premio Lifetime Achievement Award
- Don Coscarelli
- Angus Scrimm
- Michael Gingold
- Armand Mastroianni
- William Lustig

### 2004
- Tobe Hooper , recibió el premio Lifetime Achievement Award
- Amanda Plummer
- Jeff Lieberman
- William Lustig
- Michael Gingold

### 2003
- Tom Savini , recibió el premio Lifetime Achievement Award
- Lloyd Kaufman
- Joe Bob Briggs
- Michael Ruggerio

### 2002
- George A. Romero , recibió el premio Lifetime Achievement Award
- Felissa Rose
- Lloyd Kaufman